# Piotr Brodacki
Piotr Brodacki (ur. 21 kwietnia 1942 w Bytomiu) – polski piłkarz grający na pozycji obrońcy.

## Kariera piłkarska
Piotr Brodacki karierę piłkarską rozpoczął w Fortunie Bytom, po czym przeszedł na Naprzodu Lipiny.
Następnie został zawodnikiem Śląska Wrocław, z którym najpierw w sezonie 1963/1964 wywalczył historyczny awans do ekstraklasy, następnie w barwach Wojskowych 11 października 1964 roku w przegranym 1:4 meczu u siebie z Legią Warszawa zadebiutował w ekstraklasie. Po sezonie 1964/1965, w którym rozegrał 16 meczów ligowych, odszedł do Polonii Bytom, w której grał do zakończenia kariery piłkarskiej po sezonie 1971/1972. W tym okresie rozegrał 102 mecze ligowe oraz dwukrotnie z klubem zajął 3. miejsce w ekstraklasie (1966, 1969).
Łącznie w ekstraklasie rozegrał 118 meczów ligowych.

## Sukcesy
Śląsk Wrocław
- Awans do ekstraklasy: 1964

Polonia Bytom
- 3. miejsce w ekstraklasie: 1966, 1969